# 傅連暲
傅連暲（1894年9月14日—1968年3月29日），字日新，化名郑爱群，男，福建长汀人，中华人民共和国政治人物，曾任中央人民政府卫生部副部长、中共中央军委总后勤部卫生局第一副部长、中央保健委员会首任领导。第二、三届全国政协常务委员，中共八大代表。

## 生平

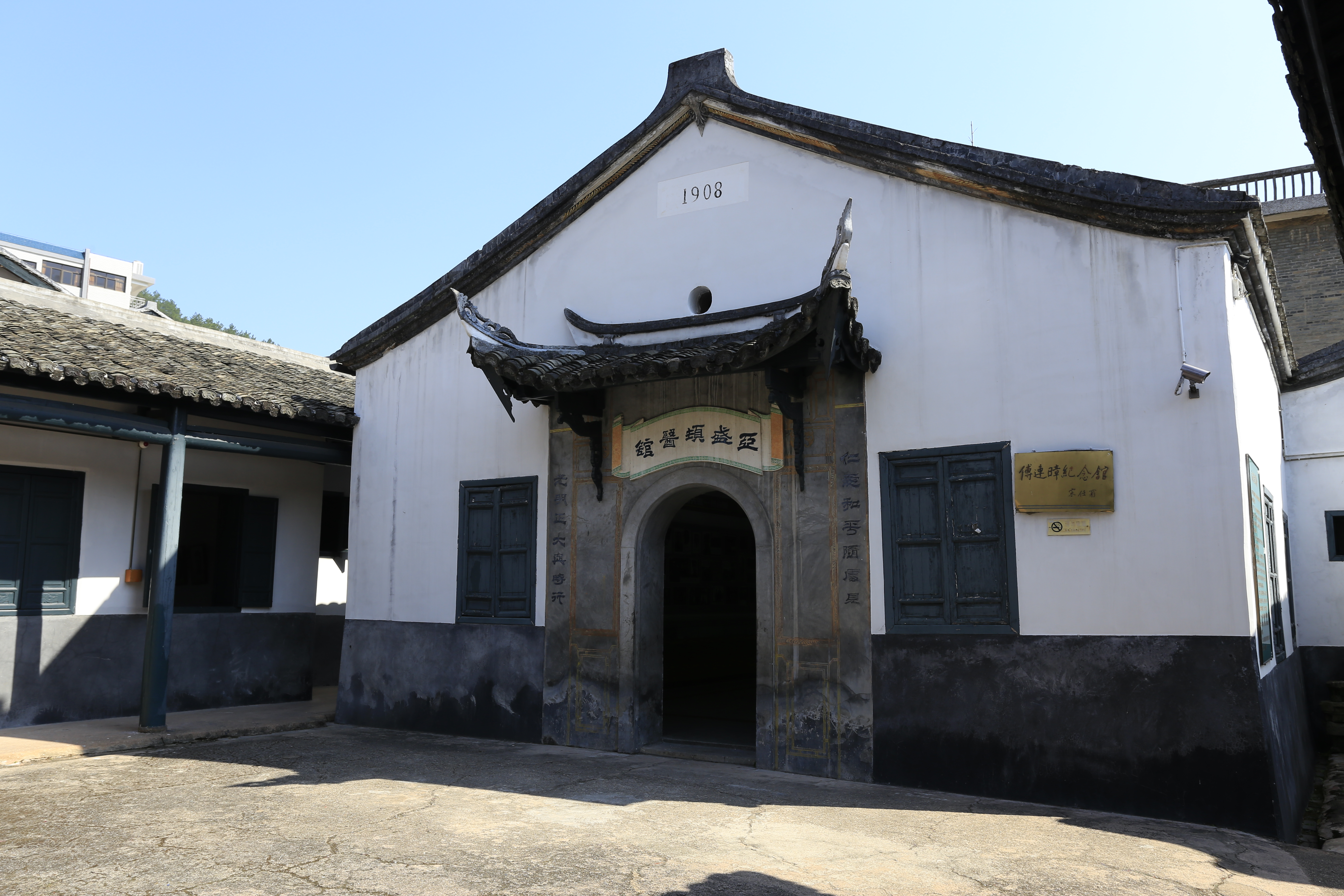
福建长汀中央红色医院旧址亚盛顿医馆（傅连暲纪念馆）

傅连暲出生於福建長汀縣河田鄉伯公嶺。曾就读于长汀县省立第七中学（现长汀一中）。自幼加入基督教、後來學醫從醫，1918年，成為汀州紅十字會的主任醫師，1920年在醫校任教，並開辦診所。1925年，成為福音醫院院長。1927年，南昌起义部队途经长汀时，傅发动当地医务人员为起义部队服务。1929年，红四军攻占长汀县。傅为红军和中共政权培训了大批医务人员。1933年，参加中国工农红军，原福音医院改为中央红色医院，任院长。1934年，随部参加长征。期间，毛澤東、周恩來等领导人身患重病時，都是由他专门醫治康复的。
1937年1月，傅連暲在延安组建中央苏维埃医院，任院长。1938年9月7日，加入中国共产党。同年冬，任中共中央总卫生处处长。1945年，参加中共七大，后任中共中央军委总卫生部副部长。
中华人民共和国建立后，任中央人民政府卫生部副部长。
抗美援朝前夕，林彪称病拒绝带兵入朝，毛泽东安排傅连暲组织专家为林彪检查身体。会诊检查的结果是：林彪没有什么大病，但染上扎吗啡毒品的毛病。傅连暲只答应叶群对别人保密，但对毛泽东无论如何不能隐瞒。林彪因此对傅怀恨，埋下祸根。

### 文革逝世
文化大革命期间，傅連暲被投入秦城监狱迫害致死，幕后黑手到底是谁众说纷纭。有一种普遍的观点，认为林彪是幕后黑手，原因就是前面讲的傅曾经检查发现林彪有吸吗啡的毛病，并向毛泽东做了汇报。1966年文革爆发后不久，傅连暲被冠以“衛生部頭號走資派”、“三反分子”、“天主教會間諜”等罪名，遭到紅衛兵的残酷批斗。傅连暲生前曾寫信請求毛澤東，希望并相信毛泽东一定会救他。1966年9月3日，毛澤東做了批示：“此人非当权派，又无大罪，似应予以保护。”傅舉家搬至香山附近“安心靜養”。1968年3月，傅再次被抄家，据作家沈国凡撰写的文章《特殊的“囚犯”傅连暲之死》记载，林彪手下的干将邱会作指挥了逮捕行动，根据林彪“把他抓起来”的旨意，将傅连暲夫妇逮捕，关入秦城监狱，不久傅便死於狱中。
1979年中纪委审查小组找邱会作谈话，调查一些问题，其中之一是傅连暲在文革中死于秦城监狱的事。据邱回忆，抓傅连暲是江青的意思，还和周恩来有关。《邱会作回忆录·下》记载：“江青不仅抓了自己的仇人，也提出要为别人抓人。一次，总理、杨成武、吴法宪和我在场，江青对叶群说：『傅连暲在五十年代初，不是害过林副主席吗？现在，为什么不报仇！』叶群笑了笑回答说：『傅连暲还好，就是教林副主席养生之道，现在他（林）自己都会查药典了。』江青认为叶群不识抬举，立即说：『把傅连暲抓起来，待后再处理。』大家都不吭声，江青就火了，这时总理说这件事我来办。也就过了一天卫戍区来了几个人，给我看了总理的条子：『把傅连暲交给来人，周恩来。』我看了条子之后知道总理并不是指名叫我办的，我就给总后副参谋长陈庞打了电话，陈庞带着他们到了香山傅的住处，翻墙进去把傅连暲带走了，并关进了秦城。”邱会作还在回忆录中说：“过了几天我见到总理，问为什么抓傅连暲？总理只说了一句话，‘和你们没关系。’不久傅连暲就死在秦城。”日后，中纪委审查小组也对邱说，“傅连暲之死与你无关，你对傅连暲在文革中说过的一些批评的话，不能和专案混为一谈。” 邱的回忆录发表多年，没见到有谁认为邱的这种说法是说谎。由此可见，傅连暲惨死于秦城监狱，和林彪并没有直接的关系。

## 身后
1973年11月，经毛泽东批示，解放军总政治部批准，追认为革命烈士。1975年5月17日，毛澤東批示：“傅已入土，嗚呼哀哉”，“应予以昭雪”。7月，经中共中央军委批准恢复名誉。9月，解放军总后勤部举行安灵仪文。

## 荣誉
1955年被授予中将军衔，获二级八一勋章、一级解放勋章（未获独立自由勋章）。

## 家庭
父親傅貴成、母親官福娣受土豪欺壓，流浪至長汀縣。
- 第一任夫人刘赐福(1896年9月29日至1988年5月)生育子女傅维莲、傅维清、傅维光、傅维康。
- 第二任夫人陈真仁(1919年8月至2006年3月24日)生育子女傅维漳、傅维方。